# Cyclo Passion
 (juillet 2025).
Si vous disposez d'ouvrages ou d'articles de référence ou si vous connaissez des sites web de qualité traitant du thème abordé ici, merci de compléter l'article en donnant les références utiles à sa vérifiabilité et en les liant à la section « Notes et références ».
Cyclo Passion est un magazine français de cyclisme,, à parution mensuelle, créé en décembre 1994 par la Société Française de Revue. 
Premier périodique à s’intéresser aux cyclosportives et au cyclotourisme, il s’est rapidement imposé comme l’un des principaux supports de référence pour tous les pratiquants. Par ailleurs, le slogan choisi pour accompagner le titre est « L’officiel du pratiquant ». Trois personnes font partie intégrante de Cyclo Passion, ils sont tous pratiquants et licenciés en clubs. La rédaction, située à Levallois-Perret (Hauts-de-Seine), collabore avec une équipe de pigistes passionnés de vélo qui participent à la réalisation du magazine en couvrant notamment certains événements importants liés au monde du cyclisme, un peu partout en France.
Cette revue est composée en tout d’une dizaine de rubriques parmi lesquelles on retrouve les suivantes : tests vélo, panoramas sur du matériel, conseils, portraits de clubs, découvertes...
À la fin de l’année 2009 la Société Européenne de Revue rachète le magazine. Une nouvelle formue parait en 2011. Le magazine cesse de paraitre en 2013.